# Grimmia camonia
Grimmia camonia är en bladmossart som beskrevs av Rota in De Notaris 1869. Grimmia camonia ingår i släktet grimmior, och familjen Grimmiaceae. Inga underarter finns listade i Catalogue of Life.